# Sean S. Cunningham
Sean Sexton Cunningham (nascut el desembre de 1941) és un cineasta, director, productor i escriptor estatunidenc. És conegut sobretot per dirigir i produir diverses pel·lícules de terror, a principis dels anys setanta.
Criat a Connecticut, Cunningham es va graduar al Franklin & Marshall College abans d'obtenir un MFA a la Universitat Stanford. Després d'acabar la seva educació, va treballar com a gerent de diverses companyies de teatre, com ara el Lincoln Center de la ciutat de Nova York i l'Oregon Shakespeare Festival. Mentre treballava per a una companyia de documentals a Nova York, Cunningham va fer el seu debut com a director de llargmetratges amb The Art of Marriage (1970). Mentre editava la seva segona pel·lícula, va conèixer Wes Craven, amb qui va col·laborar com a productor de la pel·lícula de terror d'explotació de Craven L'última casa de l'esquerra  (1972).
Cunningham va continuar co-creant i dirigint la pel·lícula slasher Divendres 13 (1980), que va ser un gran èxit de taquilla. Va produir diverses pel·lícules de terror durant la dècada de 1980, incloent Una casa al·lucinant (1986) i la seva seqüela House II: The Second Story (1988).

## Primers anys
Cunningham va néixer a la ciutat de Nova York i es va criar a Connecticut. Es va graduar amb una llicenciatura en arts de Franklin & Marshall College i més tard va obtenir un MFA a la Universitat Stanford.

## Carrera
Els primers treballs de Cunningham després de graduar-se a Stanford van incloure la direcció de companyies de teatre com el Lincoln Center de Nova York, el Mineola Theatre de Long Island, així com l'Oregon Shakespeare Festival, aquest últim on va estudiar breument. És membre de l'Acadèmia de les Arts i les Ciències Cinematogràfiques i del Sindicat de Directors d'Amèrica.
Mentre treballava per a una companyia de documentals a la ciutat de Nova York a finals dels anys 60, Cunningham va fer el seu debut com a director amb The Art of Marriage (1970). Mentre editava Together, va conèixer Wes Craven, que treballava com a editor en aquell moment. Els dos van col·laborar en el debut com a director de Craven, la pel·lícula d'explotació L'última casa de l'esquerra (1972), que Cunningham va produir. .
Cunningham és conegut sobretot per la seva implicació en múltiples pel·lícules a la franquícia Divendres 13, que va presentar el fictici assassí ensèrie Jason Voorhees. De les 12 pel·lícules de la sèrie, les que van comptar amb la participació de Cunningham van ser l’original, Jason Goes to Hell: The Final Friday, Jason X, Freddy vs. Jason, i i el reboot de 2009. També ha produït moltes pel·lícules de terror, com ara la sèrie Una casa al·lucinant i la pel·lícula de debut de Wes Craven, L'última casa de l'esquerra. Ha estat fundador i CEO de Crystal Lake Entertainment. Cunningham havia de produir l’adaptació de la sèrie per The CW Television Network de Friday the 13th abans que el projecte fracassés, i ha servit com a productor de Friday the 13th: The Game.
El 2015, també era membre de la junta assessora del Hollywood Horror Museum.

## Filmografia

### Productor
- The Art of Marriage (1970)
- Together (1971)
- L'última casa de l'esquerra (1972)
- Case of the Full Moon Murders (1974)
- Here Come the Tigers (1978)
- Manny's Orphans (1978)
- Divendres 13 (1980)
- Quines vacances! (1983)
- The New Kids (1985)
- Reiselust (1986)
- Una casa al·lucinant (1986)
- House II: The Second Story (1987)
- DeepStar Six (1989)
- The Horror Show (a.k.a. House III: The Horror Show; 1989)
- House IV (1992)
- My Boyfriend's Back (1993)
- Jason Goes to Hell: The Final Friday (1993)
- XCU: Extreme Close Up (2001)
- Jason X (2001)
- Terminal Invasion (2002)
- Freddy vs. Jason (2003)
- Friday the 13th (2009)
- The Last House on the Left (2009)
- The Nurse with the Purple Hair (2017)

### Director
- The Art of Marriage (1970)
- Together (1971)
- Case of the Full Moon Murders (1973)
- Here Come the Tigers (1978)
- Manny's Orphans (1978)
- Divendres 13 (1980)
- A Stranger Is Watching (1982)
- Quines vacances! (1983)
- The New Kids (1985)
- DeepStar Six (1989)
- XCU: Extreme Close Up (2001)
- Terminal Invasion (2002)
- Trapped Ashes (2006)
- The 'Thing' (curt - 2015)
- The Nurse with the Purple Hair (2017)
- The Music Teacher (curt - 2019)

### Guionista
- The Art of Marriage (1970)
- Together (1971)
- Reiselust (1986)
- The Music Teacher (curt - 2019)

## Obrse citades
- Celluloid Crime of the Century.  Anchor Bay Entertainment, 2003.
- LoBrutto, Vincent. The Encyclopedia of American Independent Filmmaking.  Santa Barbara, California: Greenwood Press, 2002. ISBN 978-0-313-30199-5.
- Roberts, Jerry. Encyclopedia of Television Film Directors.  Scarecrow Press, 2009. ISBN 978-0-810-86378-1.